# 대한민국 헌법 제116조
대한민국 헌법 제116조는 헌법 제7장의 조항이다. 선거 운동과 선거 경비에 관한 조항이며, 모두 2항으로 구성되어 있다.

## 본문
① 선거운동은 각급 선거관리위원회의 관리하에 법률이 정하는 범위 안에서 하되, 균등한 기회가 보장되어야 한다.

② 선거에 관한 경비는 법률이 정하는 경우를 제외하고는 정당 또는 후보자에게 부담시킬 수 없다. 

## 내용
- 선거공영제

## 같이 보기
- 대한민국 헌법 제7장